# カメオ

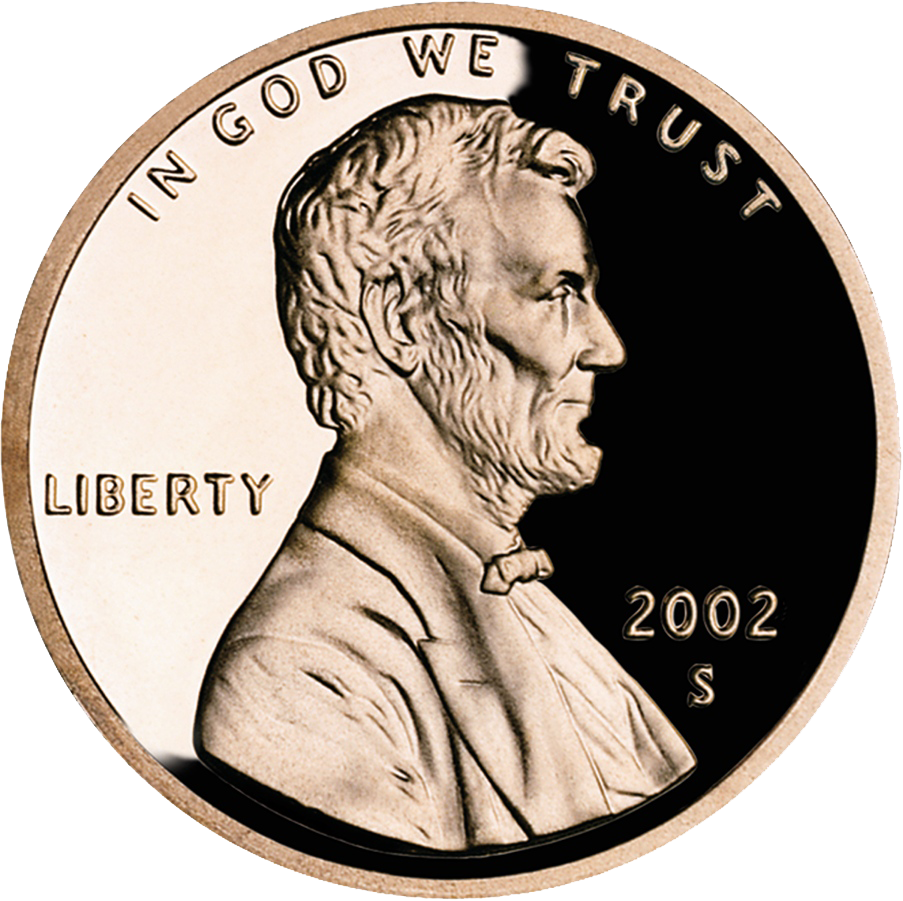
カメオ装飾が施されたコイン

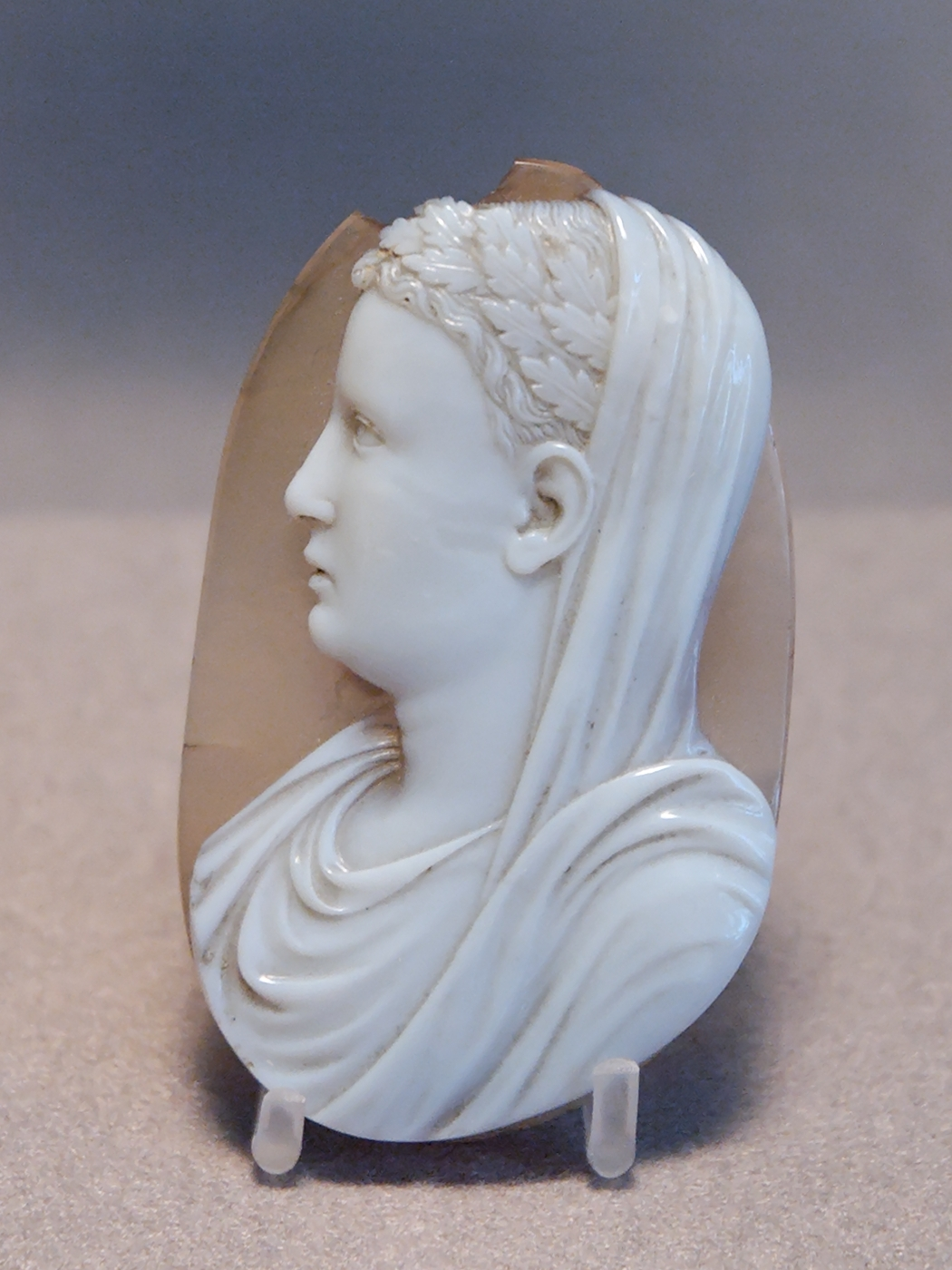
ストーン・カメオの例

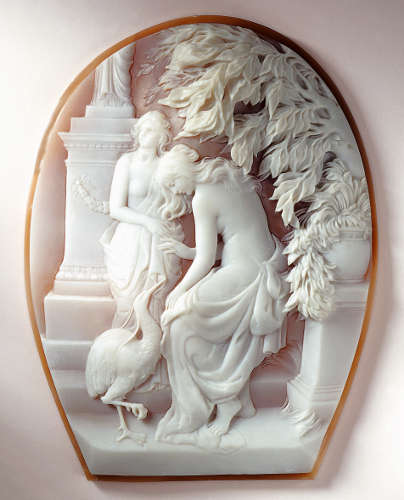
大型巻貝に彫刻したアスチオーネのシェルカメオ（1925年、ナポリの珊瑚・カメオ宝石博物館収蔵）

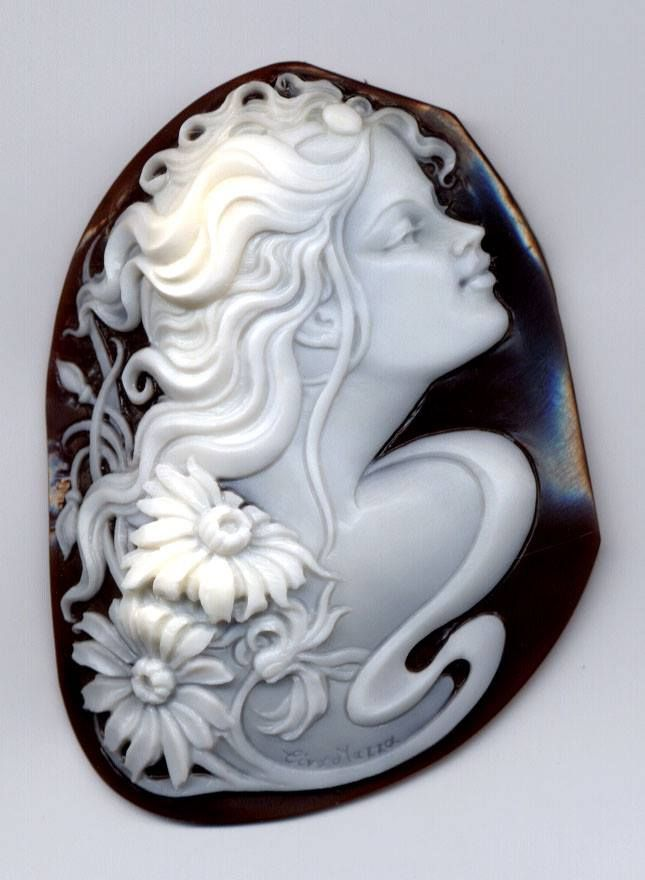
大型巻貝を素材にした手彫りのシェルカメオ（モードゥラ・ジョイエッリ作）

カメオ（英: cameo [ˈkæmioʊ]）とは、瑪瑙、大理石、貝殻などに浮き彫りを施した装飾品、工芸品。
日本では主にマンボウガイ、トウカムリ、ホシダカラ等の厚い貝殻に浮き彫りを施したシェルカメオを指し、瑪瑙などの石に浮き彫りを施した物はストーンカメオ、アクリル樹脂をカメオ風に成形した物はアクリルカメオ、金属をカメオ風に成形した物はメタルカメオと素材ごとに呼び分けている。
正確には表面に浮き彫りを施したものをカメオ、沈め彫りを施したものをインタリオというが、カメオとインタリオをまとめて「カメオ」と呼ぶ場合が多く、またカボッションカットの石の表面に女性の肖像画を印刷をしたものも「カメオ」として販売されていることがある。
古代ギリシャで発達した技法で、カメオもしくはインタリオを施した宝石を指輪にはめ、印章代わりに使用していたと考えられている。
古代より装飾品として愛され、古くはローマ時代のものも発掘されている。近年ではイタリアなどの国で工芸品として貝殻に彫り出したシェルカメオが、装飾品として珍重される。溶岩に掘り出したラーヴァカメオより、ストーンカメオに高価なものが多い。カメオに彫られた人物像をさらにダイヤモンド、ルビーなどで装飾したものは、カメオ・アビレと呼ばれる。
彫りの高さや、石の層の色の出方なども重要視されるが、鑑賞のポイントとなるのは、やはり彫りの出来となる。また、シェルカメオで一般的に言われる、巻き貝の左右の向きはあまり重要ではない。
現在のシェルカメオは、南イタリアのナポリ近郊の港町、トーレ・デル・グレコで製作されており、多くのカメオ彫刻家がそれぞれの特性などを生かし、現代アートカメオを製作している。